# 余景の松原
余景の松原（よげのまつばら）は宮城県東松島市にある海岸の松原。

## 自然
海岸線に沿って延長約400mにわたる松原で、日本三景の景勝地・松島の北東に隣接するも、少し離れたところにあることから、仙台藩の4代藩主伊達綱村が名付けたといわれている。

## 東北地方太平洋沖地震
2011年3月11日に起きた東北地方太平洋沖地震では、津波により、余景の松原・鳴瀬川・野蒜海水浴場付近は、押し寄せた津波により、河口から約1km上流にある田園地帯まで冠水。松原よりも内陸側にある東名運河を越えて被災した。松原も大きな被害を受け樹木数が少なくなっている。

## 所在地
- 〒981-0411 宮城県東松島市野蒜字南余景

## 交通アクセス
- JR野蒜駅（■仙石線・■■仙石東北ライン）から徒歩で約25分
- 三陸自動車道鳴瀬奥松島ICから車で約10分

## 周辺
- 奥松島
- 大高森
- 嵯峨渓
- 野蒜築港跡
- 里浜貝塚
- 鳴瀬川
- 野蒜海水浴場